# Kamil Fiala
Kamil Fiala (31. července 1880, Praha – 23. listopadu 1930, Košice) byl český lékař. Vedle výkonu svého povolání též psal literární a hudební kritiky a překládal z francouzštiny a z angličtiny. 

## Život
Narodil se v rodině Eduarda Fialy a jeho ženy Marie, rozené Peterkové. Jeho otec byl zahradním architektem a znalcem starožitností - numismatik (publikace z oboru). V letech 1890-1899 vystudoval gymnázium v Žitné ulici. Zde byli jeho spolužáky například Zdeněk Tamlich a Otakar Theer. Po maturitě začal studovat medicínu. Podle vzpomínek Karla Sezimy patrně již zde prováděl experimenty s drogami. Promoval v roce 1906 a nastoupil na oční klinice jako asistent profesora Jindřicha Chalupeckého. Již během studií byl odveden k armádě a získal funkce rezervista – štábní lékař (1907) a vrchní lékař domobrany (1911). Odborné lékařské články publikoval v letech 1910-1911 v Časopisu lékařů českých.
V roce 1906 cestoval jako lodní lékař plavební společnosti Lloyd do Sýrie a Turecka. Údajně zažil i ztroskotání lodi Imperatrix v roce 1907. Tento zážitek ho prý opět přivedl k drogám. Po návratu do Prahy pracoval jako kožní a venerický lékař na poliklinice, později si zřídil vlastní odrinaci. Od roku 1904 spolupracoval s časopisem Moderní Revue (překlad Alfred Jarry: Messalina). Byl blízkým přítelem Arnošta Procházky a Kamily Neumannové. Intimně se sblížil s básnířkou Růženou Jesenskou.
V červenci 1914 nastoupil do vojenské služby a jako šéflékař 36. pěšího pluku byl poslán na ruskou frontu. Zde onemocněl a poté se nervově zhroutil. Po návratu z nemocnice působil jako lékař garnizonní nemocnice v Praze, později působil ve vojenských nemocnicích v Terezíně, Kolíně, Pardubicích (zde byl jeho nadřízeným lékař a spisovatel Antonín Trýb) a v Litoměřicích.
V červnu 1917 se oženil s Jiřinou Böhmovou (rozenou Nedomovou), vdovou po majiteli tiskárny v Novém Městě nad Metují. Tam trávil svou půlroční dovolenou. Své problémy s neurastenií se opět pokoušel řešit pomocí morfia. To mělo patrně rovněž vliv na rozvod jeho prvního manželství v roce 1924. V roce 1925 se oženil podruhé s Marií Chalupeckou, rozenou Zeidlerovou, (vdovou po profesoru Chalupeckém; byl tedy otčímem Jindřicha Chalupeckého). V roce 1928 se odstěhoval do Košic, kde v roce 1930 zemřel.

## Dílo

### Překlady
- Alfred Jarry: Messalina, Moderní revue, 1904, další vydání: Fr. Adámek, 1908
- Remy de Gourmont: Fysika lásky, KDA svazek 20-21, Kamilla Neumannová, 1906
- Honoré de Balzac: Dívka se zlatýma očima, KDA svazek 34, Kamilla Neumannová, 1907
- Thomas de Quincey: Zpověď poživače opia, KDA svazek 49, Kamilla Neumannová, 1909
- Thomas de Quincey: Suspiria de profundis, KDA svazek 69A, Kamilla Neumannová, 1910